# Capo Testa
Le Capo Testa (en gallurais Capu Testa) est une péninsule située en Gallura en Sardaigne, en Italie. Elle se trouve sur le territoire de la commune de Santa Teresa Gallura.

## Présentation
Capo Testa fait face au détroit de Bonifacio. Sur sa longueur se trouvent de part et d'autre deux plages. Capo Testa est constitué d'un type de roches granitiques que l'on trouve fréquemment en Gallura. Son point culminant est la Turri d'un altitude de 127 m.
Le Capo Testa a été utilisé dès l'époque romaine, d'une part pour sa position stratégique en tête de détroit et d'autre part pour l'extraction du granite.
Capo Testa constitue un site d'importance communautaire de type Natura 2000.
Depuis Capo Testa, on peut aisément voir les Îles Lavezzi ainsi que la Corse.

## Géographie physique
Le Capo Testa possède deux points culminants : la colline de La Turri (qui surplombe la Valle della Luna et culmine à 127 mètres d'altitude) et celle de Capo Testa, au sud-ouest de la péninsule.
La péninsule de Capo Testa compte plusieurs plages : celle de La Colba (au sud de l'isthme rattachant la Sardaigne à Capo Testa), celle de la Baia di San Reparata (au nord de l'isthme), celle de la Spiaggia Rosa (à l'est de la péninsule), celle de Cala Spinosa (aux pieds du phare et au nord de la péninsule), celle de Cala dell’Indiano (à l'ouest de la péninsule et au bout de la Valle della Luna), celle de Cala Grande (au sud de la Valle della Luna et entre les collines de La Turri et de Capo Testa).

## Histoire
L'endroit a été fréquenté par les Romains, puis au Moyen Âge par une colonie de lépreux avant de devenir aux XVIIIe et XIXe siècles refuge de bandits, de contrebandiers et de fugitifs jusqu'aux années 1960 quand les hippies prennent possession des lieux. Ils y ont été particulièrement actifs des années 1970 à 1984, durant lesquels le Capo Testa devient un de leurs lieux de rencontres les plus prisés d'Italie. Ceux-ci y sont toujours 50 ans plus tard.

## Activités
Depuis les années 1970, capo Testa est devenu un lieu touristique de la Gallura.
Sa situation est très prisée par les plongeurs, l'immersion pouvant atteindre 40 m de profondeur.
Les eaux sont riches de mérous.
L'endroit se prête aux randonnées sur des sentiers de sable ou de roches balisés en rouge et blanc avec également des endroits où il est possible de faire de l'escalade.

## Flore
La végétation est typique du capo Testa avec la présence de petites surfaces de maquis et forêt primaire avec chênes, génévrier, arbousiers, myrte commune et bruyères.

## Le phare

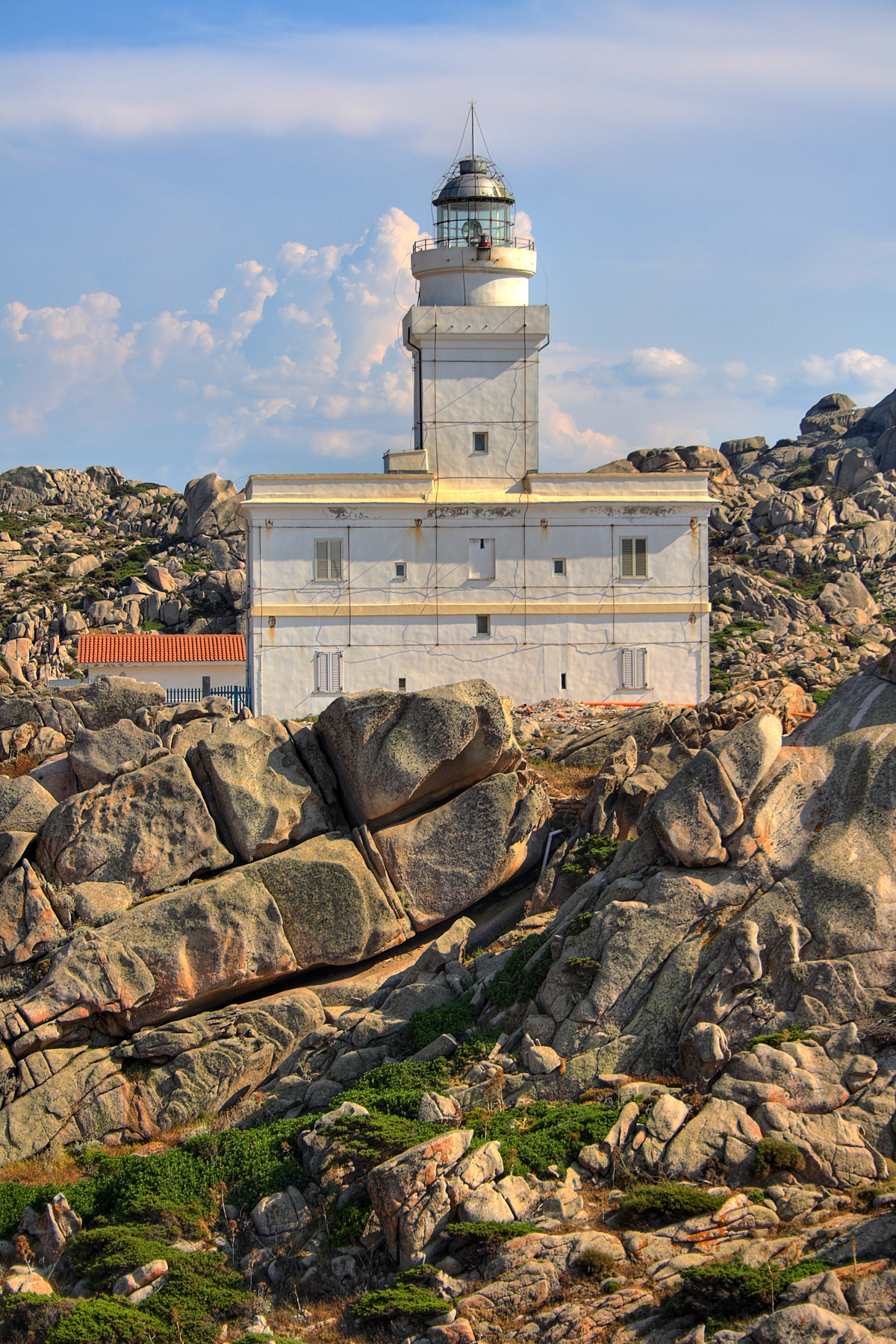
Le phare

Le promontoire possède un phare actif depuis 1845. Il est constitué d'un édifice rectangulaire à deux étages, au-dessus duquel se trouve la tour avec la lanterne. La tour est de forme carrée et de couleur blanche. La hauteur de l'édifice, lanterne comprise est de 23 m. Le phare a une portée de 17 milles nautiques et est visible depuis la Corse et des îles de l'archipel de La Maddalena.

## Les carrières

### Époque romaine
La fréquentation romaine de Capo Testa s'est probablement déroulée en deux phases. Une première allant du Ier siècle av. J.-C. au Ier siècle apr. J.-C. et une seconde entre le IIe et le IVe siècle.
L'habitat était composé de petits îlots d'habitations. Des sources du XIXe siècle attestent de la présence de restes archéologiques de colonnes de villas romaines disparues aujourd'hui. Il reste néanmoins deux nécropoles.
Les carrières de Capo Testa avec celles de la presqu'île de Municca, Punta Falcone et les îlots de Marmorata faisaient partie d'un système de production et de transport de granite.
L'activité d'extraction du granite se déroulait le long du littoral permettant de charger facilement le matériel sur les navires. 
La taille « à gradins » est visible sur les falaises et il reste d'énormes blocs coupés et équerrés.
Les colonnes du Panthéon de Rome ont été probablement construites avec le granite de Capo Testa.

### Moyen Âge
Les carrières ont aussi été exploitées au Moyen Âge. En 1162, un ouvrier pisan du nom de Cioneto y a extrait sur demande du juge Costantino da Lacon des colonnes ayant servi à la construction du Duomo et du Baptistère de Pise.

### Époque moderne
La dernière utilisation des carrières remonte au début du XXe siècle, avec une tentative d'extraction d'une portion de littoral situé à Cala di L'Ea qui donna lieu à des affrontements entre partisans et opposants au projet .

## Accès et infrastructure
Deux parkings permettent d’accéder à Capo Testa. Le premier se situe à Rena di Ponente, à 50 mètres de la plage et au milieu de l'isthme qui relie la Sardaigne à la presqu'île de Capo Testa. On y arrive en suivant la route qui vient du bourg de Santa Teresa Gallura. 
Le second parking est au nord de la péninsule de Capo Testa, aux pieds du phare. Pour y accéder il faut continuer de suivre la route en provenance de Santa Teresa et longer les plages de Spiaggia Rosa (la plage rose en français) et de Cala Spinosa à proximité de laquelle se trouve le parking.
À proximité des parkings se trouvent des kiosques et des buvettes. La restauration et l’hébergement n'est cependant possible qu'à Santa Teresa Gallura.

## Photographies

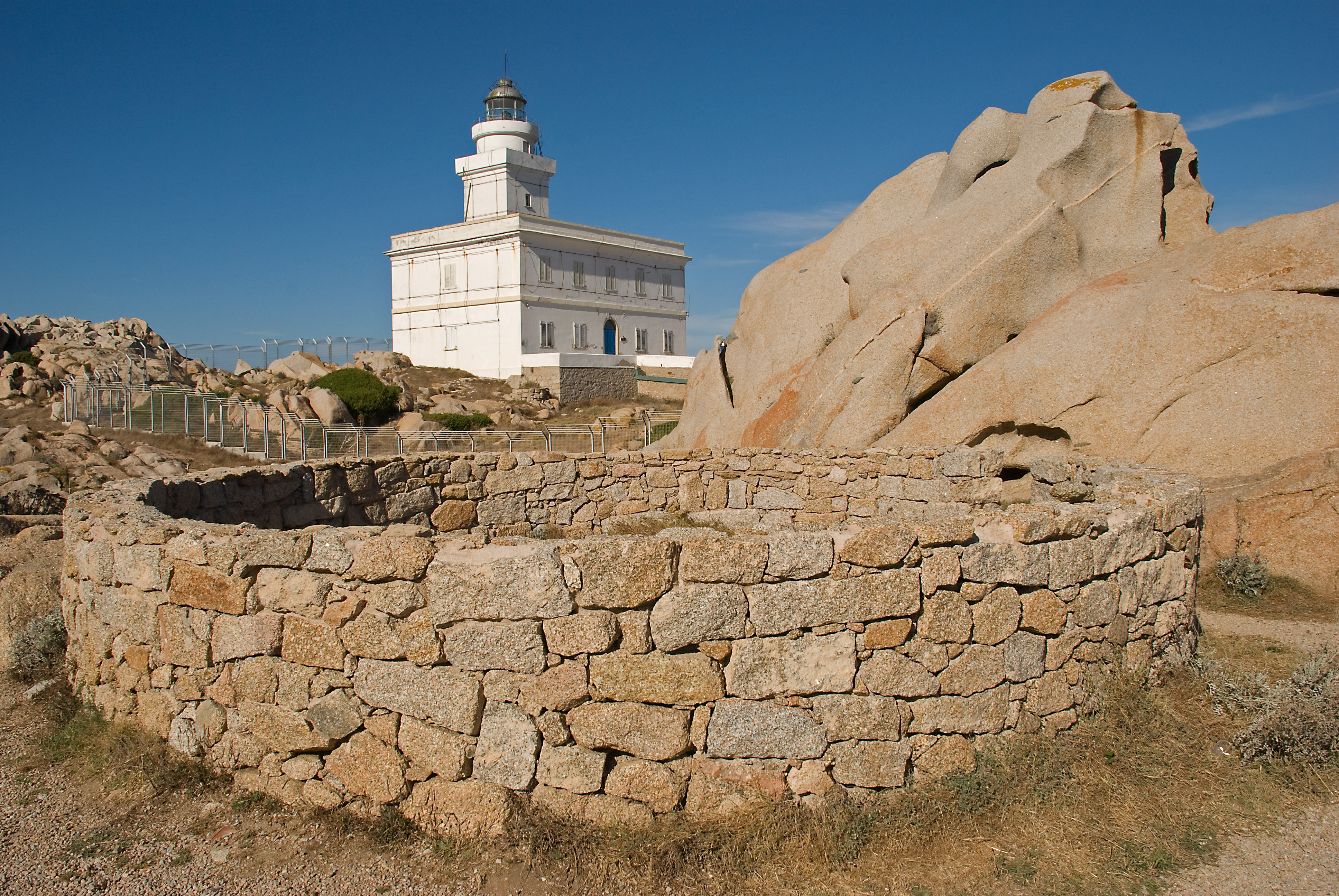
Le phare.
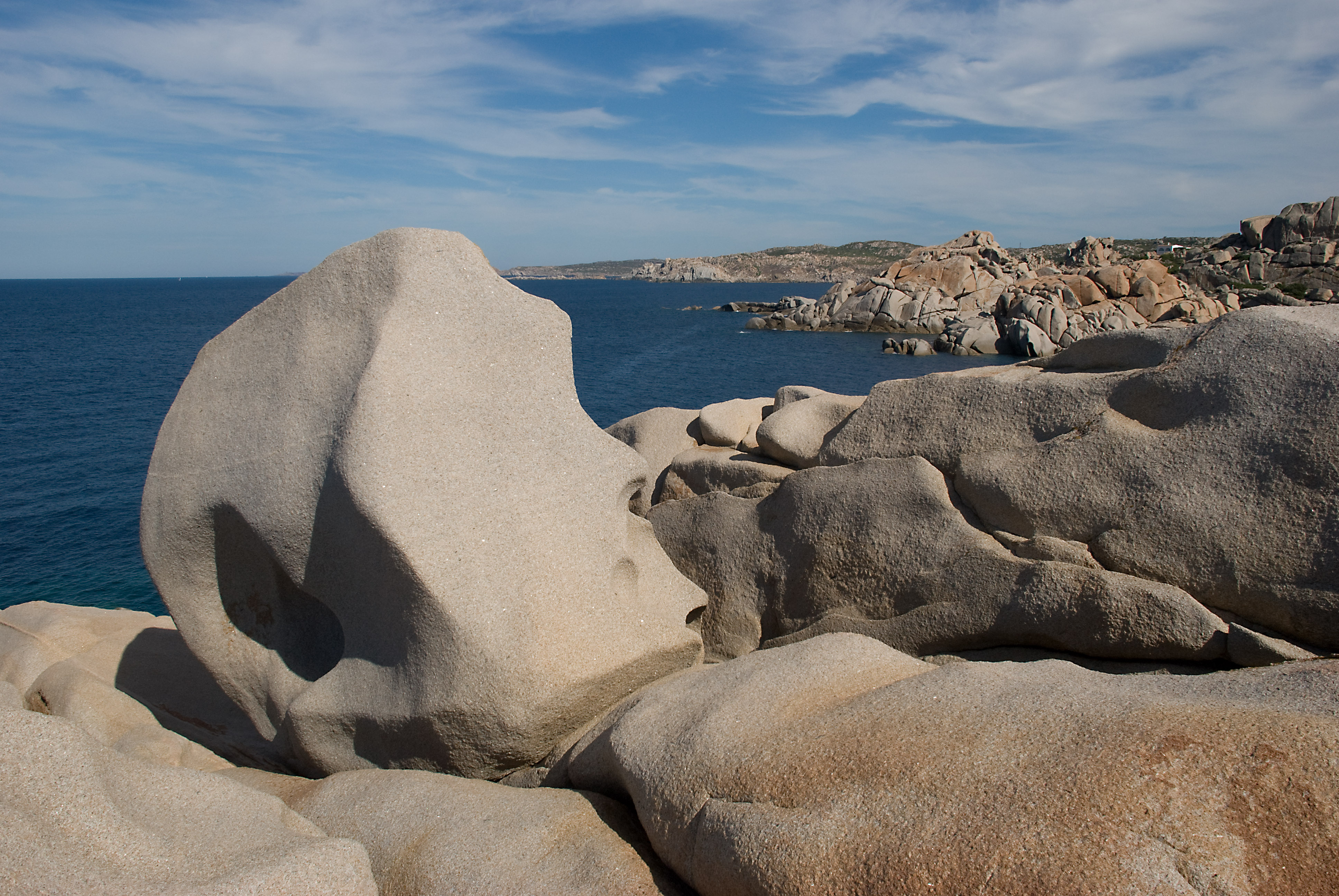
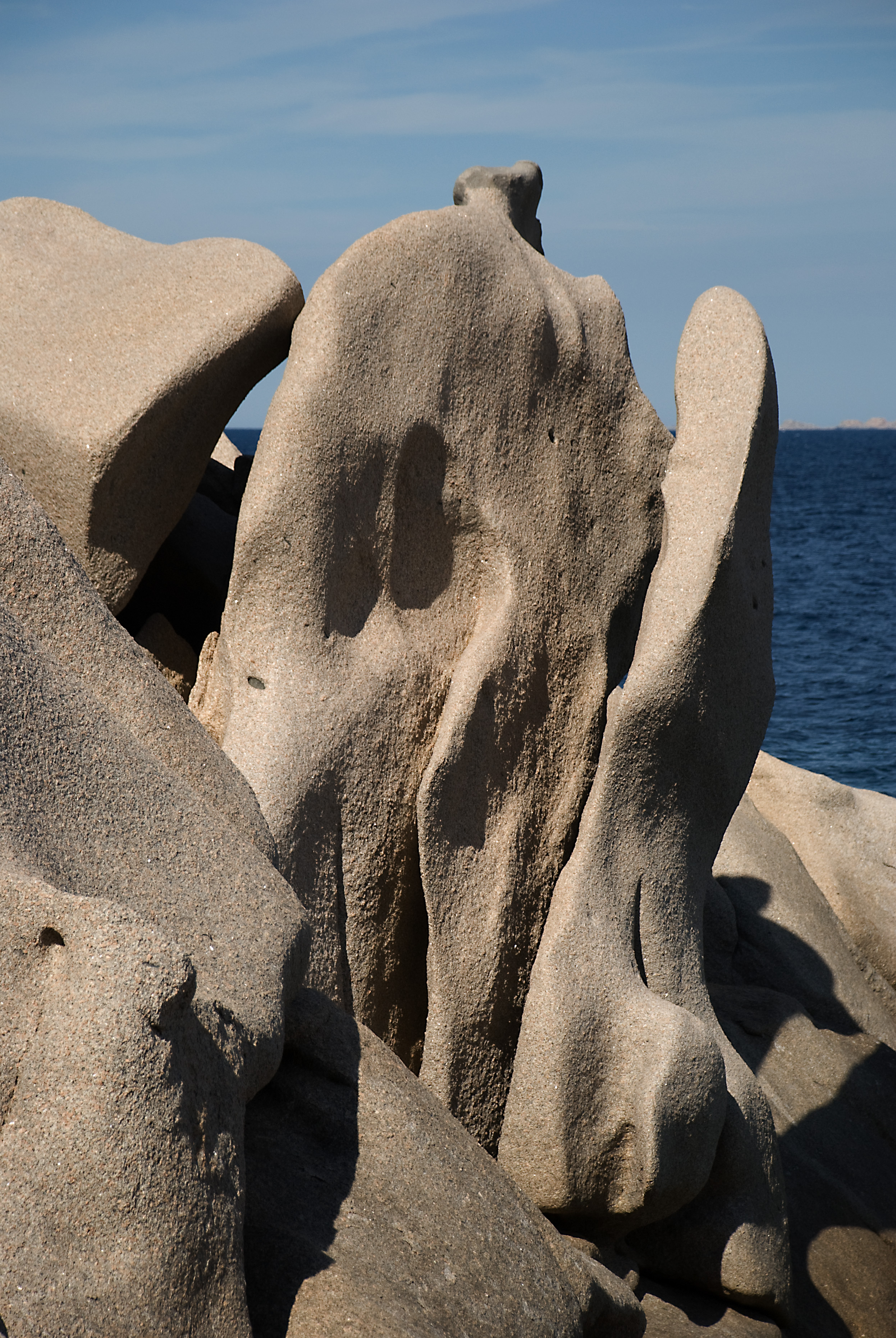
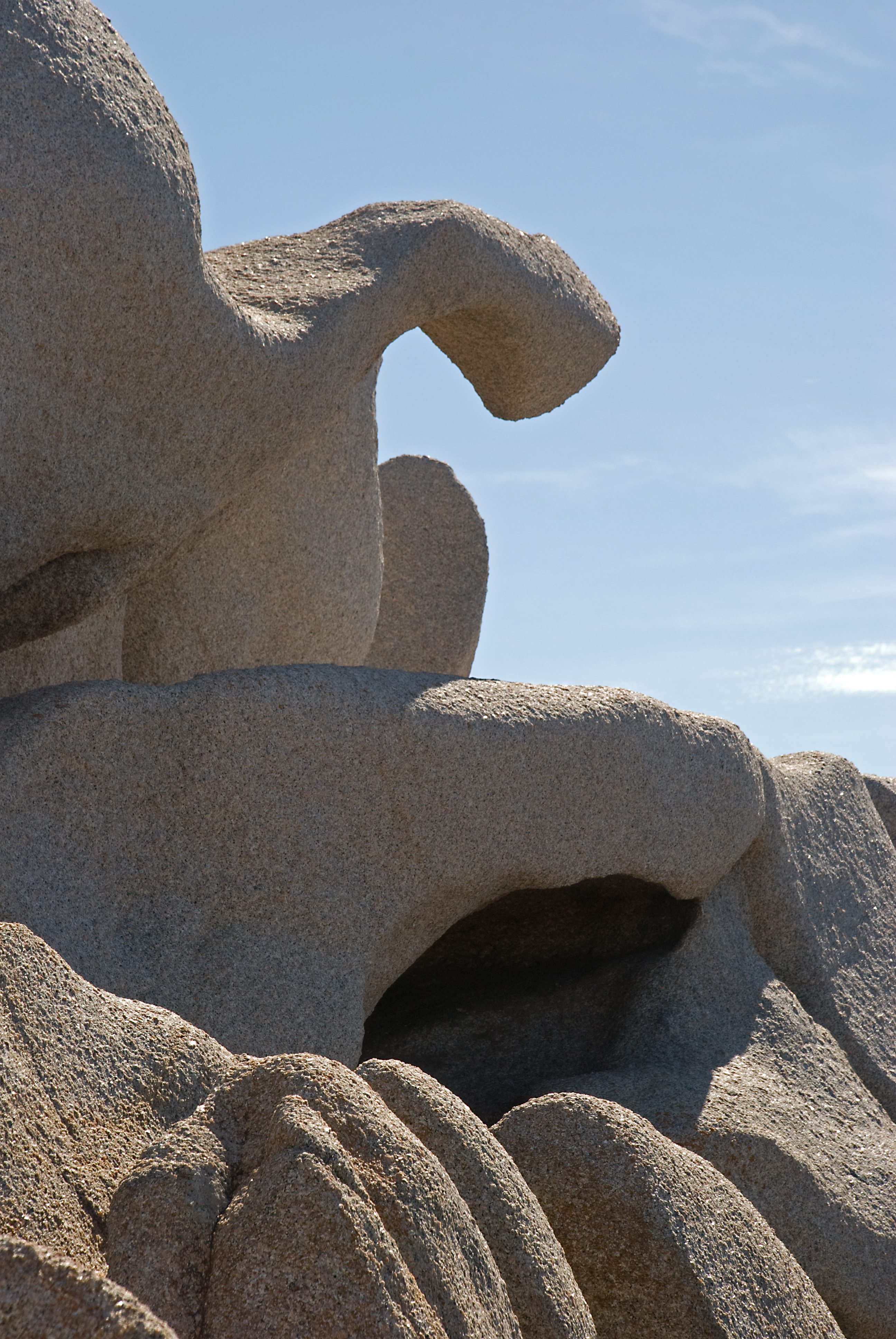
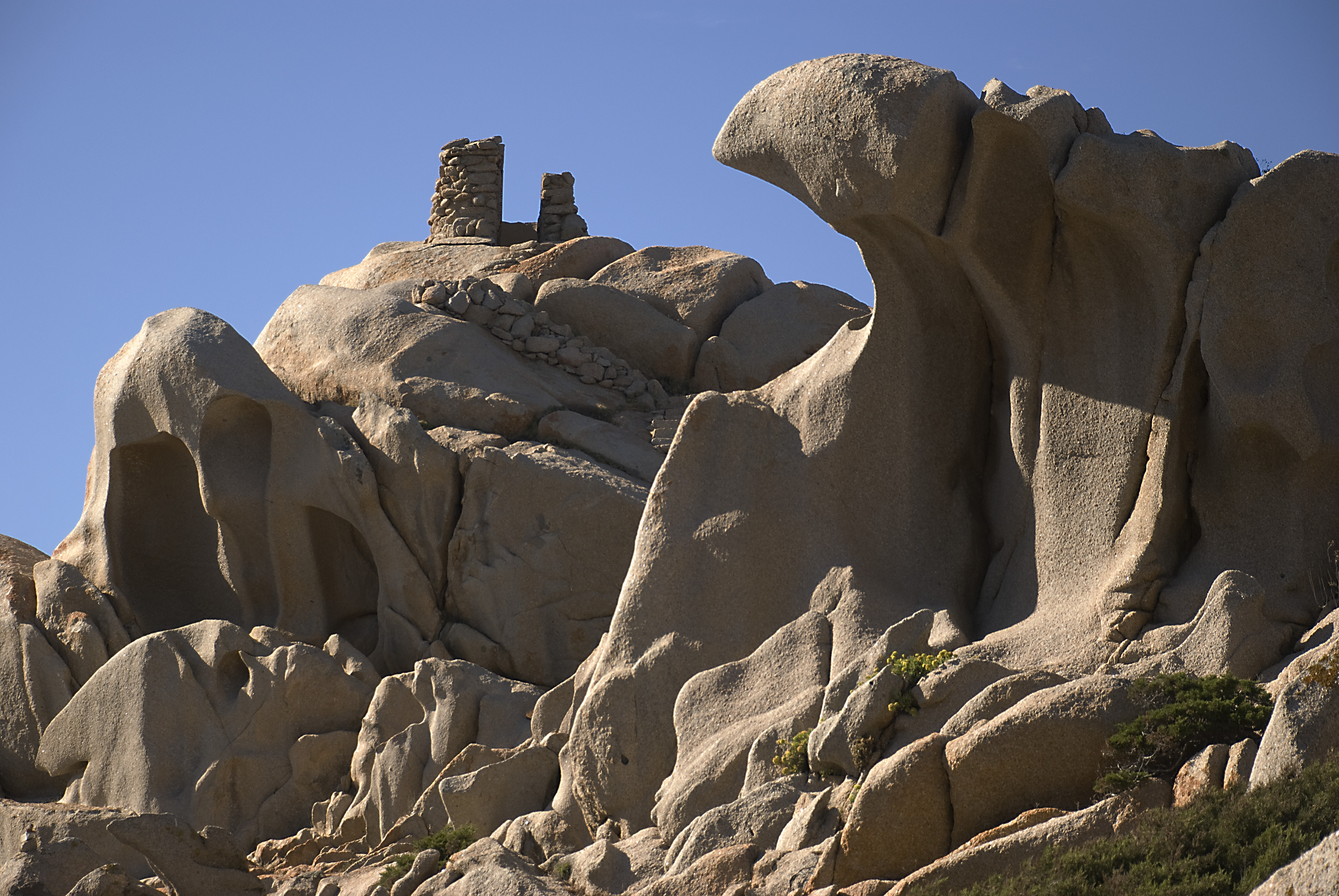

### Crédit d'auteurs
- (it) Cet article est partiellement ou en totalité issu de l’article de Wikipédia en italien intitulé « Capo Testa » (voir la liste des auteurs).